# Seznam zastupitelských úřadů v České republice
Toto je seznam zastupitelských úřadů v České republice. Seznam je řazen abecedně v tabulce.

## Seznam
| Stát                         | Vlajka                         | Forma                                     | Zastupitelský úřad                                 | Zastupitelský úřad | Rezidence                                   | Rezidence  |
| Stát                         | Vlajka                         | Forma                                     | Adresa                                             | Fotografie         | Adresa                                      | Fotografie |
| ---------------------------- | ------------------------------ | ----------------------------------------- | -------------------------------------------------- | ------------------ | ------------------------------------------- | ---------- |
| Afghánistán                  | Afghánistán                    | velvyslanectví                            | Nad Šárkou 1512/63, Praha 6 - Dejvice              |                    | U Nesypky 1473/5 Praha 5 - Smíchov          |            |
| Albánie                      | Albánie                        | velvyslanectví                            | Sněmovní 173/9 Praha 1 - Malá Strana               |                    |                                             |            |
| Alžírsko                     | Alžírsko                       | velvyslanectví                            | V Tišině 483/10 Praha 6 – Bubeneč                  |                    | Bubenečská 760/26 Praha 6 – Bubeneč         |            |
| Angola                       | Angola                         | konzulát                                  | Hlinky 510/110 Brno – Pisárky                      |                    |                                             |            |
| Argentina                    | Argentina                      | velvyslanectví                            | Panská 895/6 Praha 1 – Nové Město                  |                    | Suchardova 258/3 Praha 6 – Bubeneč          |            |
| Arménie                      | Arménie                        | velvyslanectví                            | Na pískách 1411/95 Praha 6 – Dejvice               |                    |                                             |            |
| Austrálie                    | Austrálie                      | konzulát                                  | Klimentská 1207/10 Praha 1 – Nové Město            |                    |                                             |            |
| Ázerbájdžán                  | Ázerbájdžán                    | velvyslanectví                            | Na Zátorce 783/17 Praha 6 – Bubeneč                |                    | Pevnostní 943/24 Praha 6 – Střešovice       |            |
| Belgie                       | Belgie                         | velvyslanectví                            | Valdštejnská 152/6 Praha 1 – Malá Strana           |                    | Náměstí Pod kaštany 510/3 Praha 6 – Bubeneč |            |
| Belize                       | Belize                         | konzulát                                  | Antonína Šimka 1000 Jílové u Prahy                 |                    |                                             |            |
| Bělorusko                    | Bělorusko                      | velvyslanectví                            | Sádky 626/17 Praha 7 – Troja                       |                    |                                             |            |
| Benin                        | Benin                          | konzulát                                  | Ke Kaménce 364/17 Praha 6 – Řepy                   |                    |                                             |            |
| Bosna a Hercegovina          | Bosna a Hercegovina            | velvyslanectví                            | Opletalova 958/27 Praha 1 – Nové Město             |                    |                                             |            |
| Brazílie                     | Brazílie                       | velvyslanectví                            | Panská 891/5 Praha 1 – Nové Město                  |                    | Nad Kazankou 234/7 Praha 7 – Troja          |            |
| Bulharsko                    | Bulharsko                      | velvyslanectví                            | Krakovská 580/6 Praha 1 – Nové Město               |                    |                                             |            |
| Čína                         | Čína                           | velvyslanectví                            | Pelléova 71/18 Praha 6 – Bubeneč                   |                    |                                             |            |
| Dánsko                       | Dánsko                         | velvyslanectví                            | Maltézské náměstí 475/5 Praha 1 – Malá Strana      |                    | Koperníkova 2204/10 Praha 2 – Vinohrady     |            |
| Demokratická republika Kongo | Konžská demokratická republika | velvyslanectví                            | Soukenická 1756/34 Praha 1 – Nové Město            |                    |                                             |            |
| Dominikánská republika       | Dominikánská republika         | generální konzulát                        | Nad Strakovkou 2291/9 Praha 6 – Dejvice            |                    |                                             |            |
| Egypt                        | Egypt                          | velvyslanectví                            | Pelléova 13/14 Praha 6 – Bubeneč                   |                    |                                             |            |
| Estonsko                     | Estonsko                       | velvyslanectví                            | Na Kampě 498/1 Praha 1 – Malá Strana               |                    |                                             |            |
| Evropská unie                | Evropská unie                  | Zastoupení Evropské komise                | Jungmannova 745/24 Praha 1 – Nové Město            |                    |                                             |            |
| Filipíny                     | Filipíny                       | velvyslanectví                            | Senovážné náměstí 992/8 Praha 1 – Nové Město       |                    |                                             |            |
| Finsko                       | Finsko                         | velvyslanectví                            | Hellichova 458/1 Praha 1 – Malá Strana             |                    |                                             |            |
| Francie                      | Francie                        | velvyslanectví                            | Velkopřevorské náměstí 486/2 Praha 1 – Malá Strana |                    |                                             |            |
| Ghana                        | Ghana                          | velvyslanectví                            | V Tišině 781/4 Praha 6 – Bubeneč                   |                    | Sibiřské náměstí 280/5 Praha 6 – Bubeneč    |            |
| Gruzie                       | Gruzie                         | velvyslanectví                            | Mlýnská 22/4 Praha 6 – Bubeneč                     |                    |                                             |            |
| Guatemala                    | Guatemala                      | konzulát                                  | Hrusická 2513/8 Praha 10 – Záběhlice               |                    |                                             |            |
| Chile                        | Chile                          | velvyslanectví                            | U Vorlíků 623/4 Praha 6 – Bubeneč                  |                    |                                             |            |
| Chorvatsko                   | Chorvatsko                     | velvyslanectví                            | V Průhledu 829/9 Praha 6 – Střešovice              |                    | Pod kaštany 1106/17 Praha 6 – Bubeneč       |            |
| Indie                        | Indie                          | velvyslanectví                            | Milady Horákové 60/93 Praha 7 – Holešovice         |                    |                                             |            |
| Indonésie                    | Indonésie                      | velvyslanectví                            | Nad Buďánkami II 1944/7 Praha 5 – Smíchov          |                    | V Tišině 545/12 Praha 6 – Bubeneč           |            |
| Irák                         | Irák                           | velvyslanectví                            | Mongolská 607/3 Praha 6 – Bubeneč                  |                    | Mylnerovka 1896/2, Praha 6 – Dejvice        |            |
| Írán                         | Írán                           | velvyslanectví                            | Na Hřebenkách 2371/70 Praha 5 – Smíchov            |                    |                                             |            |
| Irsko                        | Irsko                          | velvyslanectví                            | Tržiště 366/13 Praha 1 – Malá Strana               |                    | Na Zátorce 596/19 Praha 6 – Bubeneč         |            |
| Island                       | Island                         | honorární konzulát                        | Karlova 180/20 Praha 1 – Staré Město               |                    |                                             |            |
| Itálie                       | Itálie                         | velvyslanectví                            | Nerudova 214/20 Praha 1 – Malá Strana              |                    |                                             |            |
| Izrael                       | Izrael                         | velvyslanectví                            | Badeniho 491/2 Praha 7 – Holešovice                |                    | Štursova 772/3 Praha 6 – Bubeneč            |            |
| Japonsko                     | Japonsko                       | velvyslanectví                            | Maltézské náměstí 477/6 Praha 1 – Malá Strana      |                    | Pod Hradbami 665/3 Praha 6 – Střešovice     |            |
| Jihoafrická republika        | Jižní Afrika                   | velvyslanectví                            | Ruská 2156/65 Praha 2 – Vinohrady                  |                    |                                             |            |
| Jižní Korea                  | Jižní Korea                    | velvyslanectví                            | Pelléova 83/15 Praha 6 – Bubeneč                   |                    |                                             |            |
| Jemen                        | Jemen                          | velvyslanectví                            | Pod Hradbami 664/5 Praha 6 – Střešovice            |                    | Charlese de Gaulla 913/23 Praha 6 – Bubeneč |            |
| Kanada                       | Kanada                         | velvyslanectví                            | Ve Struhách 95/2 Praha 6 – Bubeneč                 |                    |                                             |            |
| Kapverdy                     | Kapverdy                       | konzulát                                  | Šítkova 233/1 Praha 1 – Nové Město                 |                    |                                             |            |
| Kazachstán                   | Kazachstán                     | velvyslanectví                            | Pod hradbami 662/9 Praha 6 - Střešovice            |                    |                                             |            |
| Kongo                        | Konžská republika              | honorární konzulát                        | Petrské náměstí 1186/1 Praha 1 – Nové Město        |                    |                                             |            |
| Kosovo                       | Kosovo                         | velvyslanectví                            | Tržiště 366/13 Praha 1 – Malá Strana               |                    |                                             |            |
| Kuba                         | Kuba                           | velvyslanectví                            | Jinonická 762/14 Praha 5 - Košíře                  |                    | Na Ořechovce 479/55 Praha 6 - Střešovice    |            |
| Kuvajt                       | Kuvajt                         | velvyslanectví                            | Na Zátorce 673/26 Praha 6 – Bubeneč                |                    | Romaina Rollanda 593/10 Praha 6 – Bubeneč   |            |
| Libanon                      | Libanon                        | velvyslanectví                            | Lazarská 11/6 Praha 1 – Nové Město                 |                    | Na Zátorce 671/22 Praha 6 – Bubeneč         |            |
| Libye                        | Libye                          | velvyslanectví                            | Nad Šárkou 781/56 Praha 6–Dejvice                  |                    |                                             |            |
| Litva                        | Litva                          | velvyslanectví                            | Pod Klikovkou 1916/2 Praha 5–Smíchov               |                    |                                             |            |
| Lotyšsko                     | Lotyšsko                       | velvyslanectví                            | Hradešínská 1022/3 Praha 10–Vinohrady              |                    |                                             |            |
| Lucembursko                  | Lucembursko                    | velvyslanectví                            | Apolinářská 439/9 Praha 1–Nové Město               |                    |                                             |            |
| Maďarsko                     | Maďarsko                       | velvyslanectví                            | Pod Hradbami 658/17 Praha 6 – Střešovice           |                    | Sušická 1850/12 Praha 6 - Dejvice           |            |
| Malajsie                     | Malajsie                       | velvyslanectví                            | Na Zátorce 675/30 Praha 6 – Bubeneč                |                    | Na Zátorce 24 Praha 6 – Bubeneč             |            |
| Mali                         | Mali                           | honorární konzulát                        | V rohu 434/1 14200 Praha-Libuš                     |                    |                                             |            |
| Malta                        | Malta                          | konzulát                                  | Spálená 108/51 Praha 1 – Nové Město                |                    |                                             |            |
| Maltézský řád                | Maltézský řád                  | velvyslanectví                            | Lázeňská 287/4 Praha 1 – Malá Strana               |                    |                                             |            |
| Maroko                       | Maroko                         | velvyslanectví                            | Na Zátorce 339/10 Praha 6 – Bubeneč                |                    | Slunná Praha 6 – Střešovice                 |            |
| Mauricius                    | Mauricius                      | honorární konzulát                        | Maiselova 25/4 110 00 Praha 1 - Staré Město        |                    |                                             |            |
| Mexiko                       | Mexiko                         | velvyslanectví                            | V Jirchářích 151/10 Praha 1 – Nové Město           |                    | Na Zátorce 674/28 Praha 6 – Bubeneč         |            |
| Moldavsko                    | Moldavsko                      | velvyslanectví                            | Juárezova 429/14 Praha 6 – Bubeneč                 |                    |                                             |            |
| Mongolsko                    | Mongolsko                      | velvyslanectví                            | Na Marně 608/5 Praha 6 – Bubeneč                   |                    |                                             |            |
| Německo                      | Německo                        | velvyslanectví                            | Vlašská 347/19 Praha 1 – Malá Strana               |                    |                                             |            |
| Nigérie                      | Nigérie                        | velvyslanectví                            | Na Čihadle 917/32 Praha 6 - Dejvice                |                    |                                             |            |
| Nizozemsko                   | Nizozemsko                     | velvyslanectví                            | Gotthardská 6 Praha 6 – Bubeneč                    |                    | Slavíčkova 92/10 Praha 6 – Bubeneč          |            |
| Norsko                       | Norsko                         | velvyslanectví                            | Hellichova 458/1 Praha 1 – Malá Strana             |                    | Na Zátorce 670/20 Praha 6 – Bubeneč         |            |
| Pákistán                     | Pákistán                       | velvyslanectví                            | U Páté baterie 761/7 Praha 6 – Střešovice          |                    | Střešovická 854/56 Praha 6 - Střešovice     |            |
| Palestina                    | Palestina                      | velvyslanectví                            | Internacionální 1307/12 Praha 6 – Suchdol          |                    |                                             |            |
| Panama                       | Panama                         | konzulát                                  | náměstí 14. října 153/8 Praha 5 – Smíchov          |                    |                                             |            |
| Paraguay                     | Paraguay                       | konzulát                                  | Sokolovská 32/22 Praha 8 – Karlín                  |                    |                                             |            |
| Peru                         | Peru                           | velvyslanectví                            | Muchova 223/9 Praha 6 – Dejvice                    |                    | V tišině 475/6 Praha 6 – Bubeneč            |            |
| Polsko                       | Polsko                         | velvyslanectví                            | Valdštejnská 153/8 Praha 1 – Malá Strana           |                    |                                             |            |
| Portugalsko                  | Portugalsko                    | velvyslanectví                            | Na Zátorce 10 Praha 6 - Dejvice                    |                    | V tišině 2 Praha 6 – Bubeneč                |            |
| Rakousko                     | Rakousko                       | velvyslanectví                            | Viktora Huga 500/10 Praha 5 – Smíchov              |                    | Kanovnická 70/4 Praha 1 – Hradčany          |            |
| Rumunsko                     | Rumunsko                       | velvyslanectví                            | Nerudova 256/5 Praha 1 – Malá Strana               |                    |                                             |            |
| Rusko                        | Rusko                          | velvyslanectví                            | náměstí Borise Němcova 19/1 Praha 6 – Bubeneč      |                    |                                             |            |
| Řecko                        | Řecko                          | velvyslanectví                            | Na Ořechovce 559/19 Praha 6 – Střešovice           |                    | Španělská 14 Praha 2 – Vinohrady            |            |
| Saúdská Arábie               | Saúdská Arábie                 | velvyslanectví                            | Korunovační 622/35 Praha 6 – Bubeneč               |                    | U Vojanky 1271/21 Praha 5 – Košíře          |            |
| Severní Korea                | Severní Korea                  | velvyslanectví                            | Na Větru 395/18 Praha 6 – Veleslavín               |                    |                                             |            |
| Severní Makedonie            | Severní Makedonie              | velvyslanectví                            | Na Větru 236/4 Praha 6 – Veleslavín                |                    |                                             |            |
| Seychely                     | Seychely                       | konzulát                                  | Fügnerovo náměstí 1808/3 Praha 1 – Nové Město      |                    |                                             |            |
| Slovensko                    | Slovensko                      | velvyslanectví                            | Pelléova 87/12 Praha 6 – Bubeneč                   |                    |                                             |            |
| Slovinsko                    | Slovinsko                      | velvyslanectví                            | Pod Hradbami 659/15 Praha 6 – Střešovice           |                    | Charlese de Gaulla 913/23 Praha 6 – Bubeneč |            |
| Spojené arabské emiráty      | Spojené arabské emiráty        | velvyslanectví                            | Sibiřské náměstí 730/1 Praha 6 Bubeneč             |                    |                                             |            |
| Spojené království           | Spojené království             | velvyslanectví                            | Thunovská 180/14 Praha 1 – Malá Strana             |                    |                                             |            |
| Spojené státy americké       | USA                            | velvyslanectví                            | Tržiště 365/15 Praha 1 – Malá Strana               |                    | Bubenečská 181/18 Praha 6 – Bubeneč         |            |
| Srbsko                       | Srbsko                         | velvyslanectví                            | Mostecká 277/15 Praha 1 – Malá Strana              |                    |                                             |            |
| Súdán                        | Súdán                          | konzulát                                  | Před Skalkami I 3217/10 Praha 10 - Záběhlice       |                    |                                             |            |
| Sýrie                        | Sýrie                          | velvyslanectví                            | Českomalínská 7/20 Praha 6 – Bubeneč               |                    | Pod hradbami 661/11 Praha 6 – Střešovice    |            |
| Španělsko                    | Španělsko                      | velvyslanectví                            | Badeniho 401/4 Praha 7 – Holešovice                |                    | Pevnostní 657/6 Praha 6 – Střešovice        |            |
| Švédsko                      | Švédsko                        | velvyslanectví                            | Úvoz 156/13 Praha 1 – Hradčany                     |                    |                                             |            |
| Švýcarsko                    | Švýcarsko                      | velvyslanectví                            | Pevnostní 588/7 Praha 6 – Střešovice               |                    | Fetrovská 2/1446 Praha 6 – Dejvice          |            |
| Tchaj-wan                    | Tchaj-wan                      | Taipeiská hospodářská a kulturní kancelář | Evropská 2590/33c Praha 6 – Dejvice                |                    |                                             |            |
| Thajsko                      | Thajsko                        | velvyslanectví                            | Romaina Rollanda 481/3 Praha 6 – Bubeneč           |                    | Pod Hradbami 663/7 Praha 6 – Střešovice     |            |
| Tunisko                      | Tunisko                        | velvyslanectví                            | Nad Kostelem 725/8 Praha 4 – Braník                |                    |                                             |            |
| Turecko                      | Turecko                        | velvyslanectví                            | Na Ořechovce 733/69 Praha 6 – Střešovice           |                    | Pevnostní 582/3 Praha 6 – Střešovice        |            |
| Ukrajina                     | Ukrajina                       | velvyslanectví                            | Charlese de Gaulla 916/29 Praha 6 – Bubeneč        |                    |                                             |            |
| Uruguay                      | Uruguay                        | velvyslanectví                            | Muchova 223/9 Praha 6 – Dejvice                    |                    | … Praha 6 – Bubeneč                         |            |
| Vatikán                      | Vatikán                        | Apoštolská nunciatura                     | Voršilská 140/12 Praha 1 – Nové Město              |                    |                                             |            |
| Venezuela                    | Venezuela                      | velvyslanectví                            | Sněmovní 173/9 Praha 1 – Malá Strana               |                    | Bubenečská Praha 6 – Bubeneč                |            |
| Vietnam                      | Vietnam                        | velvyslanectví                            | Plzeňská 2578/214 Praha 5 – Smíchov                |                    |                                             |            |